# Référendum de 1997 sur l'indépendance d'Anjouan
Un référendum sur l'indépendance a lieu à Anjouan, une île des Comores, le 26 octobre 1997. Plus de 99 % des électeurs ont voté en faveur de l’indépendance. Cependant, le vote n’est pas reconnu et l’île est revenue sous le contrôle du gouvernement comorien en 2001.

## Contexte
En juillet 1997, les partis d’opposition sont interdits et le leader séparatiste d’Anjouan, Abdallah Ibrahim, est arrêté. Son arrestation provoque des émeutes à Mutsamudu, la capitale d'Anjouan. À la suite des émeutes, des militants du Mouvement populaire d'Anjouan prennent le contrôle de l'île et déclarent l'indépendance le 3 août 1997. Ibrahim est libéré de prison et nommé président. Dans le même temps, l'île de Mohéli déclare également son indépendance.
Le 3 octobre, l'armée comorienne tente d'envahir l'île, mais est repoussée par les troupes locales. Un référendum est ensuite convoqué par Ibrahim malgré l'opposition de l'Organisation de l'unité africaine et de la Ligue arabe. 

## Résultats
| Choix                     | Votes   | %     |
| ------------------------- | ------- | ----- |
| Pour                      | 135 116 | 99,68 |
| Contre                    | 439     | 0,32  |
|                           |         |       |
| Votes valides             | 135 555 | 97,52 |
| Votes blancs et invalides | 3 444   | 2,48  |
| Total                     | 138 999 | 100   |
| Abstention                | 7 594   | 5,18  |
| Inscrits/Participation    | 146 593 | 94,82 |

## Conséquences
À la suite du référendum, Ibrahim est nommé à la tête d'un gouvernement provisoire de l'île. À la mi-novembre, il accepte de participer aux pourparlers de paix avec le président comorien Mohamed Taki Abdoulkarim. Après l'échec des négociations, les électeurs d'Anjouan approuvent un projet de constitution lors d'un référendum en février 1998.
Après une autre tentative infructueuse de parvenir à un accord en 1999, un accord est conclu entre le gouvernement comorien et les séparatistes d'Anjouan en 2001 pour avancer vers un référendum national sur une nouvelle constitution fédérale. Cette proposition est approuvée par 76 % des électeurs au niveau national et 95 % des électeurs d'Anjouan.